# William Cavendish-Bentinck, 3.º Duque de Portland
William Henry Cavendish-Bentinck, 3.º Duque de Portland, KG (14 de abril de 1738 – 30 de outubro de 1809) foi um político britânico, militante tanto dos whigs, como dos tories, chancelar da Universidade de Oxford e Primeiro-ministro do Reino Unido, por ambos os partidos. Ele foi conhecido até 1762 pelo título de "Marquês de Titchfield". Ele obteve todos os títulos nobiliárquicos do Reino Unido (barão, visconde, conde, marquês, duque).